# 韋夫蘭 (密西西比州)
韋夫蘭（英語：Waveland）是位於美國密西西比州漢考克縣的城市。

## 人口
根據2020年美國人口普查的數據，韋夫蘭的面積為22.36平方千米，當中陸地面積為21.99平方千米，而水域面積為0.37平方千米。當地共有人口7210人，而人口密度為每平方千米322人。